# تویوتا مارک ایکس

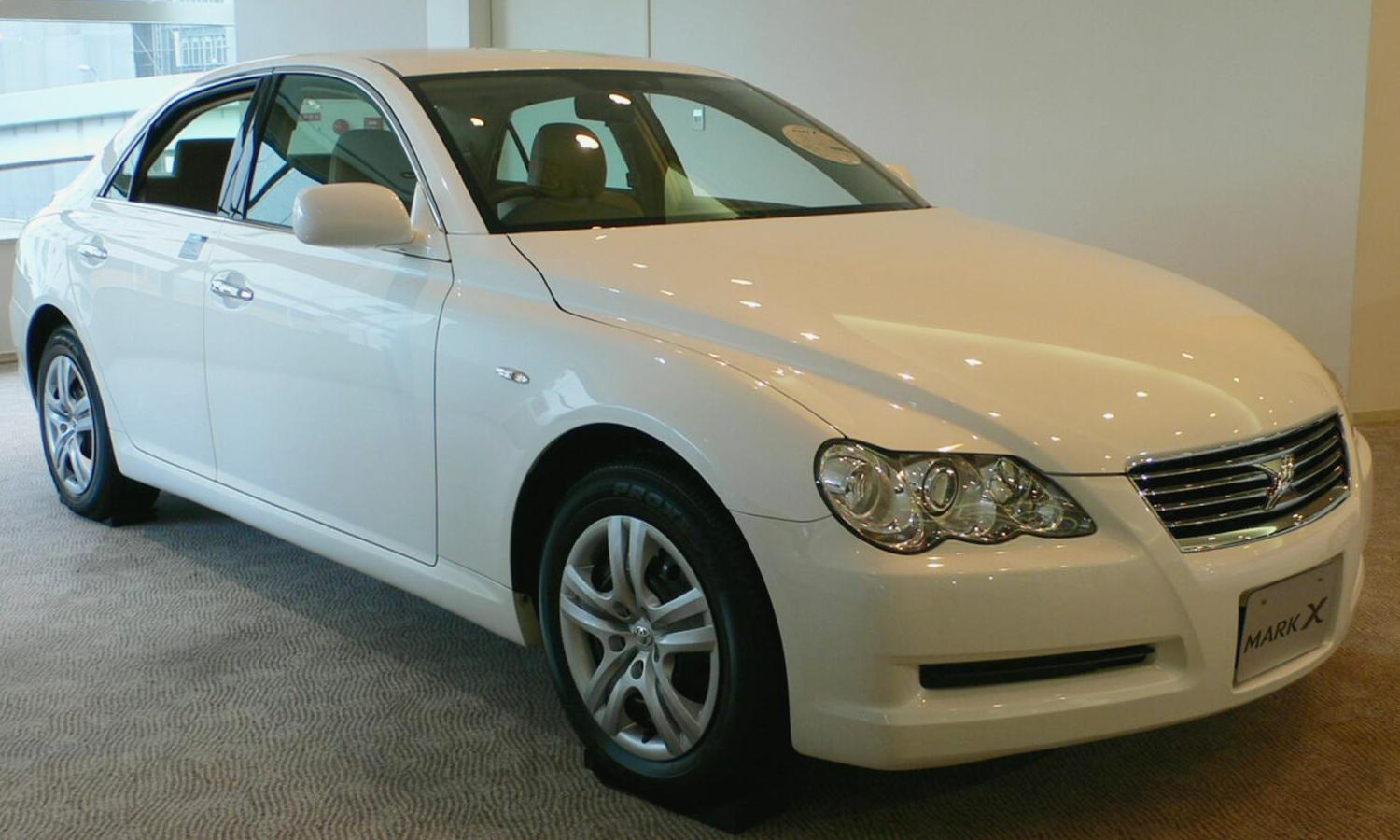

تویوتا مارک ایکس (Toyota Mark X) خودرویی است که از سال ۲۰۰۴ تاکنون تولید شده‌است. طراحی آن موتور جلو، توزیع نیروی پیشران، خودرو چهار چرخ محرک بوده‌است.

## نگارخانه

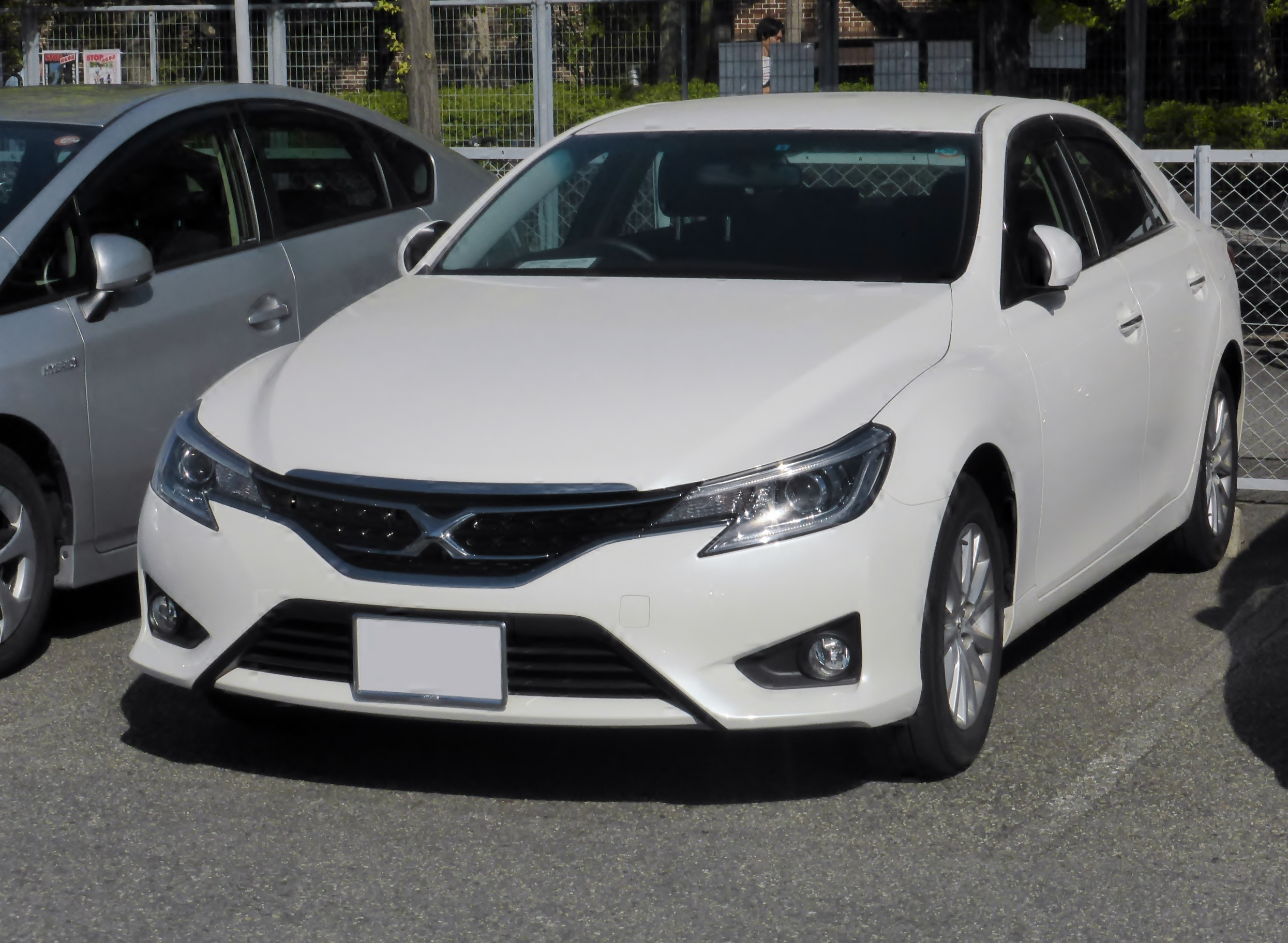
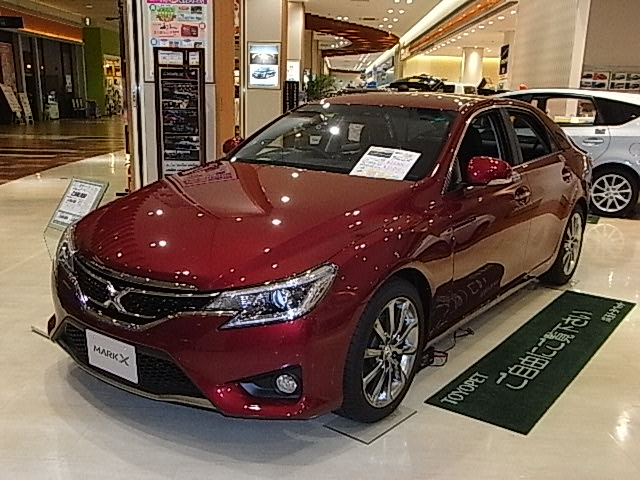
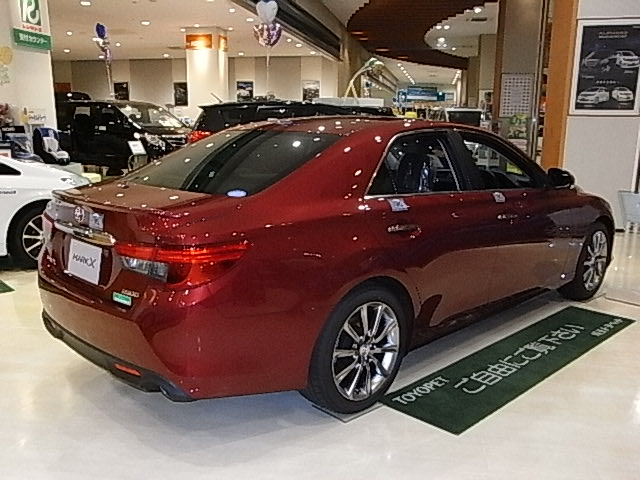